# ポール・スパダフォーラ
ポール・スパダフォーラ（Paul Spadafora、1975年9月5日 - ）は、アメリカ合衆国の男性プロボクサー。ペンシルベニア州ピッツバーグ出身。元IBF世界ライト級王者。技巧派サウスポーで防御力に定評がある。

## 来歴
アマチュア時代に80戦75勝の戦績を残す。
1995年10月18日、故郷ピッツバーグでプロデビュー戦を行い、4回判定勝ちでプロスタートを白星で飾った。
1998年6月23日、ウェストバージニア州チェスターのマウンテニアー・カジノ・レーストラック・アンド・リゾートにて空位のIBC世界ライト級王座決定戦をホセ・アポンテと行い、12回判定勝ちを収め王座獲得に成功した。
1998年12月4日、ダジー・フォードと対戦し10回レフェリーストップとなるTKO勝ちを収め初防衛に成功した。
1999年8月20日、世界初挑戦。シェーン・モズリーの返上に伴い、空位になったIBF世界ライト級王座決定戦をイスラエル・カルドナと対戦し3-0(120-108、119-109、119-108)の大差判定勝ち。27戦全勝で王座獲得に成功した。
1999年12月17日、レナト・コーネットと対戦し序盤から優位に進めスコアは3者とも100-90と10点差を付けるフルマークでリードを広げていた。11回に以前のラウンドでカットしたコーネットの傷が悪化しドクターストップがかかり初防衛に成功した。
2000年3月3日、故郷周辺以外でニューヨークのリングに登場。ニューヨーク州ベローナのターニングストーン・リゾート＆カジノにてビクトリアノ・ソーサと対戦。3回にスパダフォーラが初ダウンを喫するもその後ダウンを挽回し3-0(114-112、115-112、116-111)の判定勝ちを収め2度目の防衛に成功した。
2000年5月6日、マイク・グリフィンとピッツバーグのメロン・アリーナで対戦し、2-0（2者が98-92、95-95）の負傷判定勝ちを収め3度目の防衛に成功した。
2000年12月16日、ビリー・ルーウィンとデイヴィッド・L・ローレンス・コンベンション・センターで対戦し、3-0（116-111、117-110、118-109）の判定勝ちを収め4度目の防衛に成功した。ちなみにこの施設を建て替える最後のイベントとして開催された。
2001年5月8日、ホエル・ペレスとI.C.ライト・アンフィシアターで対戦し、3-0（120-107、2者が119-108）の判定勝ちを収め5度目の防衛に成功した。
2002年3月9日、アンヘル・マンフェディーとAJパルンボ・センターで対戦し、世界王座獲得しての初の苦戦を演じ3-0（3者とも115-113）の僅差判定勝ちを収め薄氷の6度目の防衛に成功した。
2002年11月9日、マウンテニアー・カジノ・レーストラック・アンド・リゾートにて、スパダフォーラが持つIBF世界ライト級王座とデニス・ホルバエク・ペーダーソンが持つIBC世界ライト級王座を懸け対戦。デンマークの挑戦者を相手に優位に進め、3-0（118-110、2者が117-111）の判定勝ちを収めIBF王座の7度目の防衛に成功、IBC王座の再獲得に成功した。
2003年5月17日、ピーターセン・イベント・センターにてレナード・ドリンの持つWBA世界ライト級王座とスパダフォーラが持つIBF世界ライト級王座並びにIBC世界ライト級王座を懸けた王座統一戦を行った。この試合は全勝対決でドリンのホームであるカナダとスパダフォーラのホームであるアメリカ合衆国で注目を集めた。勝ったほうがライト級クラス最強を決める大事な試合だった。両者のダウンシーンは無く、技巧派同士の技の出し合いになった。1-1（115-114、114-114、113-115）の三者三様の引き分けに終わり、WBA王座獲得失敗に終わったが、IBF王座の8度目の防衛に成功、IBC王座の初防衛にも成功した。
1か月後スーパーライト級に転向に伴い、6月23日にIBF世界ライト級王座を返上。
2006年11月22日、実刑判決を受け服役していたが、2年4ヶ月ぶりの復帰戦を勝利で飾る。
2010年11月20日、アライン・エルナンデスとの対戦を5回終了時エルナンデスの棄権で勝利をしたのを最後に現役を引退を発表。
その後は警察沙汰に何度もなったが2012年8月18日、ウンベルト・テレドとウェルター級契約8回戦で復帰し、3-0(2者が80-72、79-73)の判定勝ちを収め2年振りの復帰戦を白星で飾った。
2013年4月6日、ロバート・フランケルとNABF北米スーパーライト級王座決定戦を行い、3-0（97-93、98-92、99-91）の判定勝ちを収め王座獲得に成功した。
2013年11月30日、マウンテニアー・カジノ・レーストラック・アンド・リゾートで行われたWBA世界スーパーライト級暫定王座決定戦で元WBA世界スーパーライト級暫定王者ヨハン・ペレスと対戦し、序盤はペレスに打たせなかったが、有効打で左目をカットをきっかけに相手の手数で押し切られ、プロ初黒星となる0-2（114-114、113-115、111-117）の判定負けを喫し2階級制覇に失敗した。
2014年7月11日、ピッツバーグのリバーズ・カジノでヘクトール・ベラスケスと対戦し、3-0（79-73、79-73、80-72）の判定勝ちを収め再起を果たした。 

## 犯罪・問題
2003年10月29日、妊娠中の恋人に向けて発砲したとして逮捕、5万ドルの保釈金で保釈されるが、後に実刑判決を受け13カ月収監される。妊娠中の子供の父親が誰かについて話し合っているうちに口論となったと伝えられた。
2004年9月7日、飲酒運転中に停泊していた警察のクルーザーに突っ込んだとして逮捕される。
2004年12月11日、尿検査でコカインが検出され逮捕される。12月20日、コカイン使用を認め刑務所に収監される。
2005年2月23日、殺人未遂で懲役21～60ヵ月を宣告される。
2011年9月22日、飲酒運転で逮捕される。
2012年9月23日、マネージャーから契約違反で訴えられる。
2016年4月4日、ペンシルバニア州で63歳の女性を暴行したとして訴えられ、同日にナイフを振り回してガソリンスタンドの従業員を脅したとして逮捕される。
2016年12月21日、兄弟の太腿をナイフで刺し、母親に暴行を働いた上、駆けつけた警官相手に抵抗して暴れたとして逮捕・勾留された。その後、裁判になるが被害者である母親と兄弟が出廷しなかったため訴えは取り下げられた。
2018年3月22日、2016年12月の家庭内暴行事件の際に駆けつけた警察官に対して、つばを吐きかけるなど抵抗して暴れたことを認め、執行猶予判決が下された。

## 獲得タイトル
- IBC世界ライト級王座
- IBF世界ライト級王座(防衛8度=返上)
- NABF北米スーパーライト級王座